# آندره وینکولد
آندره وینکولد (انگلیسی: André Winkhold؛ زادهٔ ۴ مارس ۱۹۶۲) بازیکن فوتبال اهل آلمان است.
از باشگاه‌هایی که در آن بازی کرده‌است می‌توان به باشگاه فوتبال هرتابرلین، باشگاه فوتبال فورتونا دوسلدورف، باشگاه فوتبال بروسیا مونشن‌گلادباخ، و باشگاه فوتبال آلمانیا آخن اشاره کرد.

## یادکرد ویکی‌پدیا
- مشارکت‌کنندگان ویکی‌پدیا. «André Winkhold». در دانشنامهٔ ویکی‌پدیای انگلیسی، بازبینی‌شده در ۲۸ مارس ۲۰۲۲.